# Adrian Curaj
Adrian Curaj (ur. 14 października 1958 w Bukareszcie) – rumuński inżynier elektronik, nauczyciel akademicki i urzędnik państwowy, w latach 2015–2016 minister edukacji narodowej i badań naukowych.

## Życiorys
W 1983 został absolwentem wydziału elektroniki i telekomunikacji Instytutu Politechnicznego w Bukareszcie. Kształcił się też na studiach typu MBA w Bukareszcie, w Harvard Kennedy School oraz na kursach z obronności i zarządzania. W pracy naukowej specjalizował się w zakresie zarządzania strategicznego i inżynierii elektronicznej. W 1998 obronił doktorat z automatyki, na macierzystej uczelni objął następnie stanowisko profesora, kierował także katedrą polityki innowacji i naukowej w ramach stołecznej SNSPA. Działał jako konsultant i menedżer projektów z zakresu nauki i zarządzania prowadzonych przez UNESCO, UNIDO, Bank Światowy, Komisję Europejską i Europejską Fundację Kształcenia. Od 2007 do 2008 pracował jako doradca premiera, a od 2009 do 2010 jako sekretarz stanu w resorcie edukacji, badań, młodzieży i sportu odpowiedziany za ANCS (instytucję zajmującą się badaniami naukowymi). Od 2010 kierował UEFISCDI (jednostką zajmującą się finansowaniem edukacji, badań innowacji i rozwoju).
17 października 2015 objął stanowisko ministra edukacji narodowej i badań naukowych w rządzie Daciana Cioloșa. Zakończył pełnienie tej funkcji w lipcu 2016 po rekonstrukcji gabinetu. W tym samym miesiącu został pełnomocnikiem premiera do spraw rozwoju, innowacji i przedsiębiorczości w ramach realizacji inicjatywy Extreme Light Infrastructure.

## Życie prywatne
Żonaty, ma dwoje dzieci. Dwukrotnie odznaczony Narodowym Orderem Zasługi (kawaler w 2000 i oficer w 2008), wyróżniony także nagrodami naukowymi i tytułem doktora honoris causa uczelni Universitatea „Aurel Vlaicu” din Arad.